# Pseudocloeon ephippiatum
Pseudocloeon ephippiatum är en dagsländeart som först beskrevs av Jay R. Traver 1935.  Pseudocloeon ephippiatum ingår i släktet Pseudocloeon och familjen ådagsländor. Inga underarter finns listade i Catalogue of Life.